# Phaius montanus
Phaius montanus är en orkidéart som beskrevs av Rudolf Schlechter. Phaius montanus ingår i släktet Phaius och familjen orkidéer. Inga underarter finns listade i Catalogue of Life.